# علی باباچاهی
علی باباچاهی (زادهٔ ۲۰ آبان ۱۳۲۱) شاعر، نویسنده، محقق و منتقد ایرانی است.

## زندگی
علی باباچاهی متولد سال ۱۳۲۱ در بندر کنگان استان بوشهر است. وی دوره دبستان و دبیرستان را در بوشهر گذراند. در دوره اول متوسطه، به شعر و ادبیات علاقه‌مند شد. در مسابقه ادبی دانش‌آموزی دبیرستان‌های بوشهر و سپس شیراز رتبه اول را به دست آورد. در این دوره شعرهایش در مجلات تهران، با نام مستعار «ع. فریاد» چاپ می‌شد. اما وقتی یکی از شعرهای این شاعر در مجله امید ایران به عنوان «بهترین شعر هفته» به چاپ رسید، شعرهایش را به امضای خودش در مجلات چاپ کرد.
وی پس از اتمام دوره دبیرستان در بوشهر، حدود سال ۴۰–۳۹ به دانشکده ادبیات شیراز راه یافت. او در این سال‌ها به اتفاق چند تن از دانشجویان، جلساتی ادبی در دانشکده ادبیات شیراز برگزار کرد.
باباچاهی حدود سال ۱۳۴۵ وارد آموزش و پرورش شد و به مدت ۱۸ سال در بوشهر به تدریس ادبیات مشغول شد که بعد از انقلاب در سال ۱۳۶۲ به اجبار بازنشسته شد. باباچاهی در طول مدت تدریس خود در بوشهر علاوه بر چاپ شعر در مجله پایتخت، از فعالیت مطبوعاتی نیز غافل نبود.

### مجلهٔ تکاپو
در کتاب صد سال مطبوعات بوشهر، نوشته سید قاسم هاشمی صفحه ۳۰۰ آمده‌است: «مجله تکاپو به سردبیری علی باباچاهی در پاییز ۱۳۴۶ در بوشهر منتشر شد…» پس از انتشار شماره سوم در نیمه اول ۱۳۴۷، ساواک علی باباچاهی را برای تعطیل نمودن مجله تحت فشار قرار داد و سرانجام به دنبال دخالت مستقیم ساواک، به بهانه عدم مجوز انتشار، تکاپو متوقف شد. مجله تکاپو مورد استقبال محافل فرهنگی و روشنفکری قرار گرفت. مجلات روشنفکری تهران مانند «خوشه»، «فردوسی» نیز مطالبی از آن نقل کرده‌اند. مجله «خوشه» سخنرانی احمد شاملو را به نقل از مجله تکاپو به چاپ رسانید. «خوشه»، سردبیر و دست‌اندرکاران مجله تکاپو را با عنوان «کوشندگان شعر امروز ایران» معرفی کرد. در همین سال‌ها (۱۳۴۸) باباچاهی به قول خودش با «دختری از ایل بختیاری» که مشغول تدریس در مدارس بوشهر بود ازدواج کرد. او صاحب یک پسر و یک دختر است که هر دوی آنها تحصیلات دانشگاهی دارند. در همین سال‌ها، خسرو گلسرخی نقدی بر دومین کتاب شعر باباچاهی (جهان و روشنایی‌های غمناک) نوشت. این نقد در «تاریخ تحلیلی شعر نو» شمس لنگرودی چاپ شد.

### پس از انقلابِ ۵۷
ویرایش کتاب‌های مختلف، تنظیم نمایشنامه‌های رادیویی بیشتر بر اساس داستان‌های کوتاه چخوف، همکاری با نشر «پاپیروس»، همکاری با نشر «پیشبرد»، تحقیق در متون کهن فارسی (گزینش عناصر نمایشی) در یک مؤسسه دولتی، همکاری با مرکز نشر دانشگاهی تعریف نگاری لغات متون کهن فارسی که از سال ۶۸ تا ۱۳۸۴ ادامه داشت. مسئولیت صفحات شعر «آدینه» (یک دهه) و قبل از آن مسئولیت شعر و نقد شعر مجله «نافه» را پذیرفت.
این سال‌ها باباچاهی ده‌ها جلسه سخنرانی در محافل خصوصی و دانشگاهی داشته است. باباچاهی که در سال‌های قبل از انقلاب، در مجلات «خوشه»، «روشنفکر»، «رودکی»، «کتاب هفته» و جنگ‌های معتبر ادبی حضوری مستمر داشت، بعد از انقلاب، بیشتر مجلات و نشریه‌های معتبر ادبی او را به نوشتن مقاله و انجام مصاحبه دعوت کردند. باباچاهی در کنار مصاحبه‌های متعدد و طرح مقولات جدید، به طرح «شعر پسانیمایی» پرداخت و بعداً به‌طور عمیق‌تری «شعر در وضعیت دیگر» را مطرح ساخت که بحث‌های زیادی را دامن زد. از باباچاهی تاکنون حدود سی کتاب شعر و نقد و تحقیق، به چاپ رسیده‌است.

#### ماجرای اتوبوس ارمنستان
وی در ماجرای اتوبوس ارمنستان در سال ۱۳۷۵ و در جریان قتل‌های زنجیره‌ای در لیست چهره‌های فرهنگی اعزامی بود که قرار بود در اتوبوس توسط نیروهای معاند فرهنگ به قتل برسند.

### سال‌های اخیر
در تابستان سال ۱۳۹۰ فیلم مستندی با عنوان این قیافهٔ مشکوک پیرامون شعر و حیات شعری علی باباچاهی به طراحی و کارگردانی وحید علیزاده رزّازی ساخته شد. در این فیلم با آرا و عقاید چهره‌هایی هم‌چون هوشنگ چالنگی، مسعود بهنود، محمد محمدعلی، محمد قائد، مدیا کاشیگر، احمد پوری، فتح‌الله بی‌نیاز، فرخنده حاجی‌زاده، بهزاد خواجات، رضا عامری، اردشیر رستمی، علی عبداللهی، علیرضا مجابی و بابک صحرانورد دربارهٔ زوایای گوناگون شعری و شخصیتی باباچاهی آشنا می‌شویم. وحید علیزاده رزّازی، کارگردان این پروژه دربارهٔ ساخته‌اش می‌گوید: «در این فیلم ۹۰ دقیقه‌ای کوشیده‌ایم که از قالب‌های رایج و مرسوم فیلم‌هایی از این دست تا حد امکان پرهیز کنیم و با ایجاد تنوع در فرم تصاویر و نورپردازی و همچنین خلق ایده‌ها و فضاهایی متناسب با احوالات شخصیت محوری فیلم، به بار سینمایی اثر در کنار جنبه‌های ادبی و شناخت‌نامه‌ای آن بیفزاییم. به عبارت دیگر سعی کرده‌ایم تا وضعیت دیگری از شعر و شخصیّت «شاعرِ وضعیت دیگر» را در تصویری تمام‌نما به مخاطب عرضه کنیم.» او هم‌چنین دربارهٔ حضور چهره‌های ادبی و هنری در فیلم می‌گوید: «از ابتدا فهرست بلند بالایی از افراد مرتبط با حال و هوای شاعر را مدنظر داشتیم که با مشورت با آقای باباچاهی به همین نام‌هایی رسیدیم که هم‌اکنون در فیلم حاضرند. به‌غیر از آقایان محمد محمدعلی و مسعود بهنود که هر دو زحمت ضبط تصاویرشان را با دوربین‌های معمولی متقبل شدند و از خارج از کشور برایمان ارسال کردند، با باقی میهمانان در شهر تهران و کرج گفتگو کرده‌ایم.» این مستند ۹۰ دقیقه‌ای برای اولین‌بار در مراسم بزرگداشت علی باباچاهی (بزرگداشت این قیافهٔ مشکوک - اسفندماه ۱۳۹۰ - تهران) که به همّت گروه ادبی مایا برگزار شد، به نمایش درآمد.

## دیدگاه منتقدان
منتقدان کتاب شعر اولش، «در بی‌تکیه‌گاهی» (۱۳۴۶) را عاطفی-تصویری با رویکردی اجتماعی، سرشار از اندوهی عمیق و خودشکنانه، میان شعارهای خطابی محافل سیاسی و سیلان ذهن انجمن‌های هنر برای هنر می‌دانند که به همین دلیل با وجودی که شدیداً احساساتی و نوجوانانه بود و عمق و بعدی نداشت مطلوب هر دو گروه افتاد و شهرت یافت و دهان به دهان گشت. در مجموعهٔ دومش، «جهان و روشنایی‌های غمناک» (۱۳۴۹) هم همچنان همان روند شعری پیشین را دنبال کرد و این مجموعه نیز خطابی-تصویری، غرق در شدتِ عاطفی کم‌عمق، متأثر از فروغ فرخزاد و در جنونی شاعرانه در گردش باقی ماند. شعر او در مجموعهٔ سومش، «از نسل آفتاب» (۱۳۵۲) هم تغییری کیفی نمی‌یابد مگر در وزن که ادامهٔ دست‌آوردهای فروغ فرخزاد و م. آزاد است. اوزانی منعطف و پُرکشش که تحولی در اوزان شعر نیمایی به سوی شعر سپیدند.

## آثار علی باباچاهی

### مجموعه شعر

کتاب این کشتی پر اسرار اثر علی باباچاهی شاعر و منتقد ادبی نخستین بار سال ۱۳۹۳ در نشر نگاه منتشر شد و در اولین دوره جایزه شعر احمد شاملو به عنوان برگزیده معرفی شد.

- در بی‌تکیه‌گاهی (۱۳۴۶) - پخش از کتاب زمان
- جهان و روشنایی‌های غمناک (۱۳۴۹) - پخش از کتاب زمان
- از نسل آفتاب (۱۳۵۳) - مهرداد، رَز
- صدای شن (۱۳۵۶) - ابن‌سینا، تبریز
- از خاک‌مان آفتاب برمی‌آید (۱۳۶۰) - بهنام، تبریز
- آوای دریامردان (۱۳۶۸) - عصر جدید
- گزینه اشعار - چاپ اول - (۱۳۶۹) - ویس
- گزینه اشعار - چاپ دوم - (۱۳۷۲) - دُرسا
- منزل‌های دریا بی‌نشان است (با تأخیر) - (۱۳۷۶) - تکاپو
- نم نم بارانم - چاپ اول - (۱۳۷۵) - دارینوش / چاپ دوم - (۱۳۹۱) - نشر چشمه
- عقل عذابم می‌دهد (۱۳۷۹) - همراه / چاپ دوم - (۱۳۹۲) - نشر زاوش
- قیافه‌ام که خیلی مشکوک است (۱۳۸۱) - نوید شیراز، نشر راشین - تهران
- رفته‌بودم به صید نهنگ (۱۳۸۲) - انتشارات پاندا - مشهد
- گزینه اشعار - چاپ اول - (۱۳۸۳) - انتشارات مروارید
- گزینه اشعار - چاپ سوم - (۱۳۹۰) - چاپ چهارم، قطع جیبی - انتشارات مروارید
- پیکاسو در آبهای خلیج فارس - چاپ اول (۱۳۸۸) - چاپ دوم (۱۳۹۰) - نشر ثالث
- فقط از پریان دریایی زخم زبان نمی‌خورَد (۱۳۸۸) - نشر نوید شیراز (حلقهٔ نیلوفری)
- هوش و حواس گُل شب‌بو برای من کافی‌ست (با تأخیر) - (۱۳۹۱) - نشر ثالث
- گُلِ بارانِ هزار روزه - (۱۳۹۰) - انتشارات مروارید
- دنیا اشتباه می‌کند - (۱۳۹۱) - نشر زاوش
- بیا گوش‌ماهی جمع کنیم (شعرک‌ها) - (۱۳۹۱) - نشر ثالث
- به شیوهٔ خودشان عاشق می‌شوند (عاشقانه‌ها) - (۱۳۹۱) - انتشارات مروارید
- باغ انار از این‌طرف است - (۱۳۹۱) - انتشارات نگاه
- در غارهای پُر از نرگس - (۱۳۹۲) - انتشارات نگاه
- مجموعه اشعار (جلد اول) - (۱۳۹۲) - انتشارات نگاه
- این کشتی پراسرار - (۱۳۹۳) - انتشارات نگاه
- اتاق بر آب راه می‌روم - (۱۳۹۴) - انتشارات سرزمین اهورایی
- قشنگی دنیا به همین است - (۱۳۹۵) - انتشارات دریچه
- آدم‌ها در غروب اسم ندارند - (۱۳۹۵) - انتشارات نگاه
- آئورا و دیگران من - (۱۳۹۵) - انتشارات پاتیزه

### نقد و بررسی
- گزاره‌های منفرد (بررسی انتقادی شعر امروز ایران)- جلد یک - (۱۳۷۶) - نارنج
- گزاره‌های منفرد (مسائل شعر و بررسی شعر جدید و جوان امروز) - جلد دو (دو کتاب) - (۱۳۸۰) - سپنتا
- گزاره‌های منفرد (سه جلدی) - چاپ دوم - (۱۳۸۹) - دیبایه
- سه دهه شاعران حرفه‌ای (۱۳۸۱) - انتشارات ویستار
- بیرون پریدن از صف (گفتگو، نقد و نظر، مقاله) - به کوشش مازیار نیستانی - (۱۳۸۵) - مفرغ‌نگار
- عاشقانه‌ترین‌ها (گزینش و بررسی شعرهای ۱۳۸۰–۱۳۰۰) - (۱۳۸۴) - نشر ثالث
- شعر امروز، زن امروز (گزینش و بررسی) (۱۳۸۶) - انتشارات ویستار
- گزاره‌های پیوست (۹۰سال شعر نو فارسی) - (۱۳۹۳) - نشر دیبایه

### تحقیق و تألیف
- شروه‌سرایی در جنوب ایران (۱۳۶۹) - اقبال لاهوری
- گزینه اشعار منوچهر شیبانی (گزینش و بررسی) (۱۳۷۳) - انتشارات مروارید
- این بانگ دلاویز (شعر و زندگی فریدون توللی) (۱۳۸۰) - نشر ثالث
- گزینه اشعار منوچهر نیستانی (۱۳۸۴) - انتشارات مروارید
- زیباتری از جنون (زندگی و شعر اسماعیل شاهرودی) (۱۳۸۷) - نشر ثالث

### شعر کودک
- سوغات بهار (۱۳۳۷) - ابن‌سینا / تبریز[۶]
- چه کسی درِ قفس را باز کرد؟ (۱۳۵۶) - ابن‌سینا / تبریز

### گفتگوها و مصاحبه‌ها
- تاریخ شفاهی ادبیات معاصر ایران، مجلد ۵ (گفتگوی سادات مدنی با علی باباچاهی)، (۱۳۸۴) زیر نظر محمدهاشم اکبریانی - نشر روزگار
- دری به اتاق مناقشه، مجموعه مصاحبه‌ها - (۱۳۹۴) - انتشارات نگاه

### فیلم مستند
- مستند این قیافه مشکوک (زندگی و شعر علی باباچاهی - ۱۳۹۰) - کارگردان: وحید علیزاده رزّازی
- مستند «این هم یک شوخی بود» (زندگی و شعر علی باباچاهی - ۱۳۹۳) - کارگردان:محسن موسوی میرکلایی

### لوح فشرده (شعرخوانی)
- امضای یادگاری (صدای شاعر) (۱۳۸۸) - نشر تحقیقات نظری - اصفهان
- این‌طوری فکر می‌کند (صدای شاعر) - اشعاری از مجموعهٔ پیکاسو در آب‌های خلیج فارس (۱۳۹۱) - مؤسسه شبکه صوتی خوش‌بیان

### ترجمهٔ آثار
- این هم یک شوخی بود (گزیدهٔ اشعار به انگلیسی) (۱۳۹۰) - ترجمهٔ سعید سعیدپور (به اهتمام ایوب صادقیانی) - انتشارات ویستار
- از روزهای روشن (گزیدهٔ اشعار به کُردی) - ترجمهٔ بابک صحرانورد

### دربارهٔ علی باباچاهی
- کتاب درنگ (شعر و زندگی علی باباچاهی، به سعی محمد لوطیج) (۱۳۸۹)
- هفتاد گل زرد (علی باباچاهی در وضعیت دیگر), گزینش، نقد و بررسی: محمد لوطیج - (۱۳۹۳) - انتشارات سرزمین اهورایی